# 聖尼尼安座堂 (伯斯)
聖尼尼安座堂（St Ninian's Cathedral）是英國蘇格蘭城市伯斯的一座蘇格蘭聖公會的座堂。這座教堂修建在一座修道院的原址上，祝聖於1850年。教堂的設計者是英格蘭建築家William Butterfield。

## 外部連結
- St Ninian's Cathedral （页面存档备份，存于） (Scottish Episcopal Church)

56°23′56.9″N 3°26′7.6″W / 56.399139°N 3.435444°W